# Abigail (album)
Abigail – drugi studyjny album duńskiej grupy heavymetalowej King Diamond. Warto wspomnieć, że jest to pierwszy w jego karierze pełny album koncepcyjny. Sama historia dzieje się w XIX wieku, na starym dworze hrabiostwa de La Fey, a toczy się wokół nienarodzonej jeszcze dziewczynki o imieniu Abigail. Opowieść ta doczekała się kontynuacji na wydanej w 2002 płycie zatytułowanej Abigail II: The Revenge.
Krążek powstał na przełomie 1986 i 1987 roku w Sound Track Studio w Kopenhadze pod bacznym okiem Kinga Diamonda, pełniącego zarazem rolę producenta płyty i Roberta Falcao.
Album został wydany w roku 1987 przez wytwórnię Roadrunner Records.
Promował go singel „The Family Ghost” wydany w roku 1987, do którego nakręcono pierwszy w historii teledysk grupy.

## Fabuła
Akcja opowiedzianej tu historii rozgrywa się latem 1845, Miriam Natias i Jonathan La Fey przybywają do odziedziczonej posiadłości. Na drodze spotykają siedmiu czarnych jeźdźców, którzy ostrzegają ich przed klątwą i nakazują wracać do domu. Jonathan ignoruje ich ostrzeżenia. Podczas pierwszej nocy w domu Jonathanowi objawia się duch jego przodka, hrabiego La Fey. Powiadamia on Jonathana, że w łonie jego małżonki odradza się Abigail. To córka hrabiego, którą zabił on wraz z jej matką w 1777, gdy dowiedział się, że nie jest to jego dziecko. Następnego dnia Jonathan odkrywa, że Miriam jest faktycznie w ciąży, a zarodek rozwija się nienaturalnie szybko. Świadom niebezpieczeństwa nie potrafi jednak zabić żony, chociaż Miriam sama go do tego namawia. Ostatecznie, znajdująca się pod kontrolą Abigail, Miriam spycha męża ze schodów, zabijając go. Rodząc Abigail, Miriam umiera. Niedługo potem przybywają na miejsce czarni jeźdźcy, by raz jeszcze zniszczyć Abigail

## Lista utworów
1. Funeral (1:29)
2. Arrival (5:26)
3. A Mansion In Darkness (4:33)
4. The Family Ghost (4:05)
5. The 7th Day Of July 1777 (4:51)
6. Omens (3:56)
7. The Posession (3:25)
8. Abigail (4:52)
9. Black Horsemen (7:39)

### Bonus edycji z1997roku
1. Shrine (4:23)
2. A Mansion In Darkness (mix) (4:35)
3. The Family Ghost (mix) (4:09)
4. Posession (mix) (3:28)

## Twórcy
- King Diamond – śpiew
- Andy LaRocque – gitara
- Michael Denner – gitara
- Timi Hansen – gitara basowa
- Mikkey Dee – perkusja

## Pozycje na listach
| Lista         | Kraj              | Pozycja |
| ------------- | ----------------- | ------- |
| Billboard 200 | Stany Zjednoczone | 123     |